# Knulp
Knulp je roman njemačkog pisca Hermanna Hessea objavljen 1915.

## Radnja
Roman govori o Knulpu, ostarjeloj kulturnoj skitalici, koji se uputio ka svom rodnom gradu da bi tamo umro. Radnja je podijeljena u tri dijela. 
Hesse je htio da Knulp odgovara ideji Rousseaua o antidekadentnom, prirodnom čovjeku. Hesse također povezuje lik sa sjećanjima iz svog djetinjstva koje je proveo u Calwu.
Kritičari su podvukli paralelu između ideja iz romana i Nietzscheove filozofije.
Srednji dio romana je Hesse napisao 1907., kada je živio u Gaienhofenu, dok je prvi i treći dio napisao 1913., odnostno 1914. godine, poslije selidbe u Bern. Roman je objavila izdavačka kuća S. Fischer Verlag 1915.

## Vanjske poveznice
- Knulp na Project Gutenberg (njem.)